# Rubus occultiglans
Rubus occultiglans är en rosväxtart som beskrevs av Meierott. Rubus occultiglans ingår i släktet rubusar, och familjen rosväxter. Inga underarter finns listade i Catalogue of Life.